# حمودة العصفوري
حمودة العصفوري توفي في 1865، هو سياسي تونسي.

## السيرة الذاتية
ولد حمودة لعائلة عريقة وبارزة من أعياء مدينة تونس يرجع أصلها لمدينة إشبيلية، شغل أفرادها زمن حكم الحفصيين عدة مناصب سياسية هامة (وزراء وكتاب) وأخرى دينية (قضاة ومفتون وأئمة لجامع الزيتونة)، وأحد أفراد هذه العائلة كان شاعر علي باي الأول. 

أما حمودة العصفوري، فقد شغل منصب شيخ مدينة تونس بين 1847 و1853. توفي في 1865. 

ذكره الطالب أحمد المصطفى بن طوير الجنة في كتابه رحلة المُنَى والمِنَّة.